# Robbie Williams
Robbie Williams (punim imenom Robert Peter Williams, Stoke-on-Trent, Staffordshire, UK 13. veljače 1974.) britanski zabavljač i pjevač.

## Životopis

### Djetinjstvo
Rođen je u katoličkoj obitalji u Tunstallu, predgrađu Stoke-on-Trenta. Otac mu je bio zabavljač, a majka Jeanette je radila u cvjećarni. Robbiejevi roditelji su se razveli kada je imao tri godine. Odrastao je sa sedam godina starijom sestrom Sally i svojom majkom. Postoje mnoge spekulacije o tome da majka i nije mnogo marila za njega, kao i o tome da njegovi odnosi s roditeljima nisu dobri. Ali činjenica je da Robbie često u svojim intervjuima spominje svoju majku, a na jednom od njegovih najvećih koncerata, swing koncertu u Londonskom Royal Albert Hallu, dok je publika pljeskala dirnuti i od sreće uplakani Robbie je viknuo "Mama, ovo pjeva tvoj sin. Volim te!". Njegovi tinejdžerski dani protekli su veoma burno, bježao je iz škole, pio i pušio. O tom razdoblju svog života napisao je pjesmu "The 80's". 

### Take That
Godine 1989. majka je, tada petnaestogodišnjeg Robbieja, pročitavši oglas u novinama prijavila na audiciju za pjevača novog boy sastava. Take That je osnovan 1990. godine i osvojio devet broj 1 singlova u Velikoj Britaniji. Popularnost sastava dovela je do povećanog uspjeha sličnih sastava u Britaniji. Williams se često sukobljavao s članovima sastava. I o ovom dijelu života napisao je pjesmu "The 90's" u kojoj govori o lošim odnosima unutar sastava, kaže da mu je jedan od mladića iz sastava bio kao brat, za jednog mu se činilo za je gej. a da se on i još jedan nisu podnosili. Godine 1995. Robbie je napustio sastav.
Ponudu da se sastav ponovo okupi odbio je putem video poruke. Take That se ponovno okupio 2006., bez Williamsa.

### Solo karijera
Nakon što je napustio Take That Robbie je postao još poznatiji, po svom kontroverznom ponašanju. Borio se s viškom kilograma, ovisnosti od alkohola i čestim depresijama. Nitko nije vjerovao da ovaj pjevač može imati uspješnu solo karijeru. Ali tada je Robbie napravio novu verziju George Michaelove pjesme "Freedom", koja je popela čak na drugo mjesto glazbenih ljestvica u Britaniji. Tada su krenule prve dobre prognoze u vezi Robbieve budućnosti.
Uslijedili su mnogi hitovi kao što su Angels, Feel, Rock DJ... svi albumi su mu prodani u milijunskim nakladama i dobio je brojne nagrade. 

## Diskografija

### Albumi
Krajem 2006. počelo je nagađanje o Robbiejevom sljedećem albumu koji je trebao biti swingerski.
Zadnji Robbiejev album, nazvan Rudebox, oborio je fanove i top ljestvice, ali ne i kritičare koji o njemu nemaju dobro mišljenje. Album je izdan u listopadu 2006. godine, a donosi suradnju s Pet Shop Boysima te drugačiji zvuk pjesama u prepoznatljivom Robbiejevom stilu u kojem govori o svojim najcrnjim danima. Na albumu otvoreno govori o odlasku iz Take Thata i o danima kada je tugu utapao u alkoholu i kokainu. Najiskrenije pjesme su definitivno The 90's, Dear Doctor i The 80's. Album je izašao u pauzi njegove najveće turneje nazvane Bliski susreti.
Albumom Intensive Care utvrdio je svoj položaj najvećeg europskog zabavljača. S novih 12 pjesama napravio je podosta uspjeha. Najavni single Tripping bio je broj 1 u gotovo svim zemljama gdje je Robbie popularan. Ovo je njegov prvi album bez Guya Chambersa, ali je bez obzira na to album postigao veliki uspjeh. 
- Life Thru A Lens, (1997.)
- I’ve Been Expecting You (1998.)
- The Ego Has Landed, (1999.)
- Sing When You're Winning, (2000.)
- Swing When You’re Winning, (2001.)
- Escapology, (2002.)
- Live Summer 2003, (2003.)
- Greatest Hits, (2004.)
- Intensive Care, (2005.)
- Rudebox (2006.)
- Reality Killed the Video Star (2009.)
- Take The Crown (2012.)

### Singlovi
Rudebox
- Rudebox
- Lovelight
- She's Madonna

Intensive Care
- Tripping
- Advertising Space
- Sin Sin Sin

### DVD-ovi
- Angels (1999)
- Live in your living room (VHS) (1998)
- Where egos dare (2000)
- Nobody someday (2002)
- Live at the Alber Hall (2002)
- Robbie Williams Show (2003)
- What We Did Last Summer (Live At Knebworth 2004)
- And through it all (2006)

## Nagrade
1998. 
Nagrada "MTV Music Award": najbolji muški izvođač.
Izvođač koji je te godine prodao najviše albuma.
1999.
Rekordnih šest nominacija za nagradu "Brit Award"
Nagrada "Brit Award": Najbolji muški izvođač, najbolji singl ("Angels"), najbolji video ("Millennium").
Izvođač koji je te godine prodao najviše albuma.
2000.
Nagrad "Brit Award": nagrada za najbolji video i singl (She's
the one").Ukupno je dobio devet nagrada "Brit Award".
Nagrada "MTV Europe Music Awards": najbolji video ("Rock DJ").
Bio je nominiran u pet kategorija.

## Vanjske poveznice
- (engl.)Službena stranica

### Ostali projekti
|  | Zajednički poslužitelj ima još gradiva o temi Robbie Williams |
|  | Wikicitati imaju zbirke citata o temi Robbie Williams         |